# Cao Dương Công chúa
Cao Dương công chúa (chữ Hán: 高阳公主; ? - 6 tháng 3, 653), không rõ tên thật, là con gái thứ 17 của Đường Thái Tông Lý Thế Dân. Theo vai vế, công chúa là em gái của Đường Cao Tông Lý Trị và là cô mẫu của Thái Bình công chúa.

## Tiểu sử
Sinh mẫu của Cao Dương công chúa không được ghi lại. Trong số các con gái của mình, Đường Thái Tông sủng ái Cao Dương công chúa nhất, do bà không những dung mạo xinh đẹp mà còn vô cùng thông tuệ. Đến tuổi trưởng thành, Cao Dương công chúa được Thái Tông gả cho con trai thứ hai của Tể tướng Phòng Huyền Linh là Phòng Di Ái (房遗爱).
Di Ái là người chuộng võ kém văn, sau khi lấy được công chúa, cũng được sủng ái hơn các chàng rể khác. Con cả Phong Huyền Linh là Phòng Di Trực (房遺直), sớm được phong là Quang Lộc đại phu, lấy việc Di Ái đã lấy được công chúa, xin nhường quan chức cho Di Ái, nhưng Đường Thái Tông không nghe.
Một lần, Cao Dương công chúa cùng Di Ái đi săn vào nghỉ ở một ngôi chùa. Trụ trì của chùa là Biện Cơ (辯機), một môn đồ của Huyền Trang, có dáng vẻ khôi ngô ra nghênh đón, mời công chúa ở lại đấy qua đêm. Công chúa rộng lòng bố thí, với Biện Cơ kết thành duyên phận. Công chúa có tình cảm với Biện Cơ, ra vào không kiêng kỵ. Việc đến tai Thái Tông, ông lệnh đem Biện Cơ xử tử cùng với hơn 10 nô tài ở bên công chúa do tội bao che cho chủ. Công chúa không tự biết tội, càng oán trách Thái Tông. Từ đó, công chúa không kiêng dè điều gì nữa, mặc sức tư thông với văn nhân đạo sĩ. Cho đến tận khi Đường Thái Tông mất, công chúa cũng không mảy may xót thương.
Năm Vĩnh Huy thứ 4 (653), Cao Dương công chúa xui chồng Di Ái tranh tước vị với anh trưởng Di Trực, tố cáo Di Trực đối với mình vô lễ. Đường Cao Tông Lý Trị sai Trưởng Tôn Vô Kị điều tra, nào ngờ phác giác công chúa cùng chồng mưu lập Kinh vương Lý Nguyên Cảnh (李元景) làm Hoàng đế, ý đồ tạo phản. Đường Cao Tông hạ lệnh chém đầu bọn Phòng Di Ái, Tiết Vạn Triệt (薛萬徹), Sài Lệnh Võ; còn Kinh vương Lý Nguyên Cảnh cùng Ngô vương Lý Khác và hai công chúa Cao Dương, Ba Lăng đều cho tự vẫn.
Đến niên hiệu Hiển Khánh, Cao Dương công chúa được truy phong là Hợp Phổ công chúa (合浦公主).